# Hymenophyllum sieberi
Hymenophyllum sieberi là một loài thực vật có mạch trong họ Hymenophyllaceae. Loài này được (C. Presl) Bosch miêu tả khoa học đầu tiên năm 1859.